# Франсуа-Анрі Монморансі-Люксембург
Франсуа-Анрі Монморансі-Люксембург (*François-Henri de Montmorency-Luxembourg, 8 січня 1628 — †4 січня 1695) — французький воєначальник, маршал Франції (1675) та пер Франції. Учасник французько-іспанської, Деволюційної, франко-голландської воєн та війни Аугсбурзької ліги.

## Життєпис
Походив з впливового аристократичного роду Монморансі. Син графа Франсуа Монморансі-Бутвіля, відомого дуелянта. Народився після смерті батька, якого було страчено за наказом кардинала Рішельє на виконання закону про заборону дуелей (Монморансі-Бутвіль влаштував одночасну дуель з найбільшим числом учасників за всю історію Франції). Виховувався тіткою Шарлоттою Монморансі. Військову кар'єру розпочав у 1643 році у битві при Рокруа та при облозі Тьйонвіля. Після цього бере участь у Тридцятирічній війні — при Фрайбурзі, Шпеєрі, Філіпсбурзі, Майнці у 1644 році, Нердлінгені у 1645 році, Фюне у 1646 році, Леріді у 1647 році, Іпрі та Лансі у 1648 році.
Згодом приєднався до Луї II Конде, з яким у 1648—1653 роках бере участь у Фронді. Після її поразки втікає до Іспанських Нідерландів. Тут поступив до іспанської армії. В її лавах бився проти французької армії при Сен-Мену, Ретелі, Аррасі у 1654 році, у 1656 році — у битві при Ферте, 1657 році — при Се-Жиліан. Хоробро бився у 1658 році при Дюнах, де іспанці зазнали поразки, а Монморансі потрапив у полон до французів.
У 1659 році разом з Конде повертається до Франції. У 1661 родичі влаштовують шлюб Франсуа-Анрі з представницею роду Люксембург — Мадлен де Клермон-Тоннер. Цей шлюб приніс йому титули герцога Пенне-Люксембурга й пера Франції.
у 1667 році бере участь у Деволюційній війні проти Іспанії. У 1668 році отримав звання генерал-лейтенанта. Він під орудою принца Конде є учасником захоплення області Франш-Конте. В цей час Франсуа Монморансі налагоджує добрі стосунки з маркізом Лувуа, фаворитом короля Людовика XIV.
У 1672 році під час війни з Голландською республікою призначається губернатором Голландії. Того ж року розбив Вільгельма Оранського у битві при Вердені, вслід за чим спаплюжив значну частину республіки. У 1673 році очолив ар'єргард, що захищав війська, які відступали від Утрехта. У 1674 році призначається капітаном королівської гвардії. У 1675 році стає маршалом.
У 1676 році призначається командувачем Рейнської армії. у 1677 році захопив Валансьєн, але вимушений був відступити від Філіпсбурга під тиском австро-голландських військ. У 1678 році Монморансі-Люксембург розбив принца Орнаського у битві при Сен-Дені, що у графстві Ено.
Після повернення до Парижа стикнувся з інтригами, перш за все, міністра Лувуа, який звинувачував Монморансі у змові. У 1680 році його запроторено до Бастилії, а згодом заслано до власного маєтку. У 1681 році Франсуа Монморансі дозволено повернутися до Парижу, проте він не брав участі у військових кампаніях.
У 1688 році король Людовик XIV вирішив повернути Монморансі-Люксембурга до війська. В цьому році розпочалася війна Аусбурзької ліги (або Орлеанська війна). У 1690 році він одержує блискучу перемогу над принцом Георгом Фрідрихом фон Вальдеком у битві при Флерюсі. У 1691 році розбив імперську армію у битві при Льоз-ан-Ено. У 1692 році здобув перемогу над Вільгельмом Оранським у битві при Стеенкерке. У 1693 році знову переміг Оранського у битві при Неервіндені. Згодом захопив Монс і Намюр. У 1694 році уславився діями у Фландрії.
Після повернення до Парижа тяжко захворів і помер 4 січня 1695 року.

## Родина
Дружина — Мадлен Клермон-Тоннер.
Діти:
- Карл Фредерік (1662—1726), герцог Піне-Люксембург, герцог Монморансі
- П'єр-Анрі (1663—1700), великий магістр Ордена госпітальєрів Святого Духа
- Поль-Сігизмунд (1664—1731), герцог Шатійон
- Ангеліка Кунігунда (1666—1736), дружина Луї Бурбон-Конде, графа Суасона
- Християн Луї (1675—1746), принц Тігри